# Arkady Il'ich Ostrovsky
Arkady (Avraam) Il'ich Ostrovsky (còn đánh vần là Ostrovskij hoặc Ostrovskyj; tiếng Nga: Аркадий (Авраам) Ильич Островский) (25 tháng 2 [lịch cũ: 12 tháng 2] năm 1914 – 18 tháng 9 năm 1967) là một nhà soạn nhạc người Nga Xô viết, tác giả của bài hát "Hãy để mặt trời luôn chiếu sáng" và nhiều bài hát khác trong thập niên 1960, bao gồm cả những khúc hát ru thường phát trên truyền hình trong chương trình lâu năm Chúc ngủ ngon, các em bé!

## Tiểu sử
Ostrovsky sinh ra trong một gia đình người Do Thái ở Syzran, Đế quốc Nga. Người cha có một cửa hàng bán nhạc cụ, sau đó làm thợ sửa nhạc cụ từ năm 1918.
Từ năm 1927, ông chuyển đến Leningrad. Năm 1930 ông theo học trường nhạc. Từ 1935 đến trước Thế chiến II ông chơi phong cầm trong dàn nhạc jazz của Emil Kemper. Từ năm 1940 đến năm 1947 ông chơi phong cầm và dương cầm trong dàn nhạc jazz của Leonid Utyosov và cho ra đời sáng tác đầu tay. Ông trở nên nổi tiếng không lâu sau khi rời dàn nhạc, nhất là khi gặp và kết hợp với nhà thơ Lev Oshanin năm 1948 để cho ra bài hát đoạt giải của Komsomol. Cũng trong năm này ông tham gia Liên hiệp Nhạc sĩ Liên Xô.
Năm 1956 cả gia đình Ostrovsky chuyển đến sống tại Moskva. Tháng 7 năm 1962, ông sáng tác bài "Hãy để mặt trời luôn chiếu sáng", lời của Oshanin, đoạt giải nhất Liên hoan Âm nhạc Quốc tế ở Sopot.
Ca khúc của Ostrovsky là bộ phận không thể thiếu trong kho tàng tiết mục của các ca sĩ nổi tiếng như Eduard Khil, Iosif Kobzon, Muslim Magomaev, Maya Kristalinskaya, Edita Pyekha, Oleg Anofriev, Leonid Ekimov,...
Ostrovsky sáng tác nhiều nhạc thiếu nhi. Một trong số đó là bài "Đồ chơi mệt rồi, ngủ thôi" (lời của Z. A. Petrova), được dùng là nhạc hiệu chương trình truyền hình lâu năm Chúc ngủ ngon, các em bé!. Hai danh ca biểu diễn bài này trong chương trình là Oleg Anofriev và Valentina Tolkunova.
Năm 1965, ông được Hội đồng tối cao Nga phong tặng danh hiệu Nghệ sĩ danh dự CHXHCN Xô viết Liên bang Nga.
Ngày 18 tháng 9 năm 1967, ông qua đời ở Sochi do loét dạ dày và chảy máu trong, an táng tại nghĩa trang Novodevichy. Khi chết ông còn để lại một tác phẩm dang dở ngay cây đàn dương cầm ở nhà riêng. Bài này được Aleksandra Pakhmutova hòa âm và Iosif Kobzon trình bày.
Ngày 25 tháng 2 năm 2004, một ngôi sao vinh danh Ostrovsky được đặt tại quảng trường Nhà hát Rossiya ở Moskva.

## Hiện tượng Internet
Năm 2009, một đoạn video năm 1976 ghi hình tiết mục "Tôi rất vui mừng vì cuối cùng cũng sắp về nhà" (Я очень рад, ведь я, наконец, возвращаюсь домой) do Eduard Khil trình bày đã lan truyền trên YouTube và nhanh chóng trở thành một hiện tượng mạng, được gọi là "Trolololololololololo". Bài hát này là sáng tác của Ostrovsky, ngoài Khil còn các một số ca sĩ khác như Valery Obodzinsky và Muslim Magomayev trình bày trong chương trình Tia sáng xanh của Liên Xô cũ. Người con trai Mikhail Ostrovsky cho biết: "Gia đình tôi với chú Khil là bạn bè bốn mươi năm. Cha rất trọng chú ấy, và nếu còn sống đến bây giờ thì chắc ông sẽ cực kỳ vui khi biết bài hát "Vocalise" lại phổ biến toàn cầu như vậy. Đối với ông, phần thưởng quan trọng nhất không phải là tiền mà lại độ phổ biến của các bài hát mình viết ra. Ước gì anh thấy được cảm xúc của ông khi gặp một nhóm người đang hát vang sáng tác của mình."